# Combat de la Rougemare et des Flamants
Ne doit pas être confondu avec Place de la Rougemare.
Première Guerre mondiale
Le combat de la Rougemare et des Flamants est un raid entrepris par un commando allemand, au début de la Première Guerre mondiale, envoyé pour faire sauter le viaduc ferroviaire d'Oissel. Les combats ont eu lieu sur les communes de Mainneville dans l'Eure, de Neuf-Marché, Tourville-la-Rivière et Sotteville-sous-le-Val en Seine-Inférieure,.
Ce groupe de sapeurs allemands, montés sur des automobiles, fut employé de manière non conventionnelle et en dehors des tactiques militaires habituelles pour l'époque, bien qu'inspirée directement de ce qui se fit durant les guerres récentes précédentes. Ces sapeurs avaient pour mission de mener des opérations de sabotage.
Ce combat est connu aussi sous le nom de combat de la Rougemare (ou Rouge-Mare) et parfois sous le nom de combat des Flamants voire sous le nom de fusillade de Martagny-Neufmarché et il est également appelé raid allemand sur la Seine.

## Contexte historique
Après la victoire de la Marne, les troupes franco-britanniques ne réussissent pas à enfoncer le front allemand et cette partie du front se stabilise, les troupes s'enterrant dans des tranchées. Chaque camp cherche alors à envelopper l'adversaire par l'Ouest : c'est la course à la mer.
Profitant de la discontinuité des lignes de défense franco-britanniques, le commandement allemand décide d'envoyer des expéditions militaires motorisées dans le Nord-Ouest de la France afin de couper les voies de communication pour ralentir, voire paralyser, l'envoi des renforts franco-britanniques et les empêcher de menacer leur flanc droit :
- le 8 septembre 1914, le commandement allemand envoie un groupe à bord d'automobiles à Méru, qui détériore la voie de chemin de fer Paris - Beauvais et un autre entre Us et Marines, qui endommage la ligne Paris - Gisors[5],[6];
- le 11 septembre, un commando allemand, que la population prend pour des Anglais, fait sauter le pont de chemin de fer de Canaples, au Nord d'Amiens[5],[7].

## Le raid

### Les débuts prometteurs d'une mission secrète
Encouragé par les succès des 8 et 11 septembre, le commandement allemand lance, le 13 septembre 1914, un nouveau raid avec trois véhicules montés par un groupe du Pionier-Regiment Nr. 18 sarrois commandé par le capitaine Walther Tilling et chargé de 500 kg d'explosifs.
Partant le 13 septembre 1914 de Leuilly-sous-Coucy à bord de trois voitures et d'un camion, le groupe se dirige vers les lignes françaises en roulant de nuit. La colonne essuie des coups de feu près de Mareuil-la-Motte puis près de Lassigny. Déviant sa route vers le Nord à Margny-sur-Matz, elle passe à Candor, Avricourt, Margny-aux-Cerises où elle se trouve au milieu des troupes de cavalerie françaises. Après avoir perdu une automobile Adler, le commando se faisant passer pour des Anglais arrive à Montdidier où il écrase une sentinelle française qui leur avait intimé l'ordre de s'arrêter. Après s'être caché la journée dans le bois de Mont au sud-ouest de Saint-Just-en-Chaussée, le commando repart en soirée du 15 septembre en traversant Bresles, Fouquerolles, Tillé, Troissereux et Savignies.

### Une partie du commando arrêté
Un autre véhicule tombe en panne au hameau du Vivier-Danger à Ons-en-Bray. Le véhicule est abandonné sur place avec une dizaine d'hommes, qui doivent se débrouiller pour regagner leurs lignes par leurs propres moyens, tandis que le convoi continue sa route par Saint-Germer-de-Fly et Neuf-Marché où il est contraint de s'arrêter dans la forêt aux Flamants en raison d'une panne de l'un des deux véhicules restants.
Le véhicule abandonné était une Adler de 35 chevaux, qui fut remorquée jusqu'à Gournay-en-Bray le 16 septembre. Les dix Allemands sont capturés au hameau du Mont-Bénard sur la commune de Savignies. Interrogés, ils se disent perdus et abandonnés par leurs chefs.

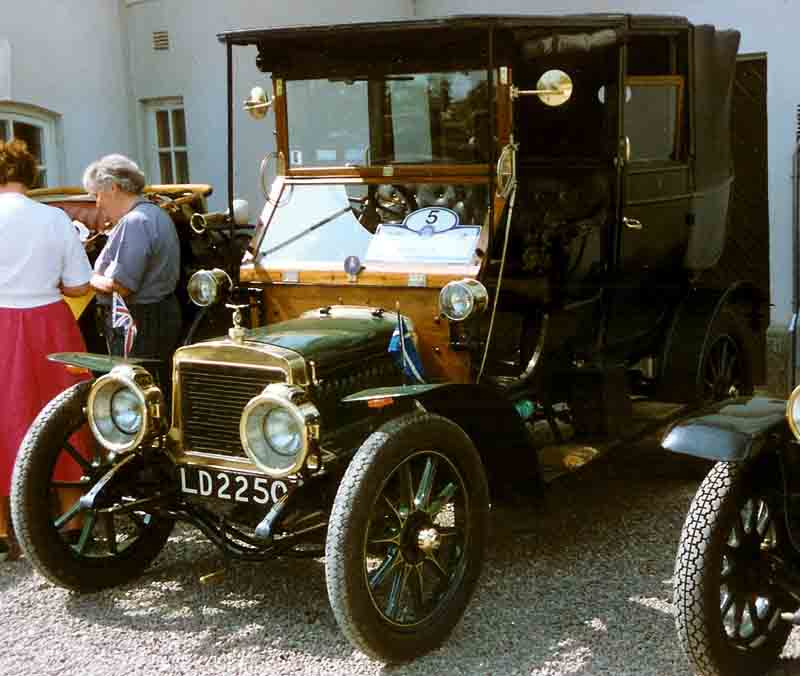
Adler 1909

### Octavie Delacour donne l'alerte
Le 16 septembre 1914, vers 8 h 30 du matin au lieu dit « la Fieffe », Octavie Delacour, âgée de 56 ans, quitte sa demeure du hameau du Bord du Bois sur la commune de Martagny et s'engage sur le chemin d'exploitation forestier afin de rejoindre Ferrières-en-Bray. Alors qu'elle a parcouru environ 1 kilomètre, un soldat vêtu d'un uniforme gris cendré sort brusquement, tenant une baïonnette à la main, et lui fait signe de s'arrêter. Après un échange avec la sentinelle, le capitaine Tilling permet à Octavie de repartir, mais celle-ci a reconnu les casques et la langue allemande. Sortant de la forêt à hauteur de la ferme de la Fieffé, elle aperçoit deux autres sentinelles cachées dans les taillis et se dirige sur Neuf-Marché.
Arrivée à Neuf-Marché, elle avertit le maire que les Prussiens sont dans le bois. Le garde champêtre, envoyé sur place par le maire, rapporte ne rien avoir vu.
Continuant son chemin, Octavie Delacour s'arrête à la 3e légion de gendarmerie de Gournay-en-Bray, à midi, où elle s'attache à démontrer que c'étaient des Prussiens, et non des Anglais qui étaient dans la forêt et qui faisaient le guet, que c'étaient ces mêmes soldats qui avaient occupé la région durant la guerre de 1870 alors qu'elle avait une douzaine d'années. Elle ne réussit pas à convaincre totalement le commandant de la brigade, le maréchal des logis Crosnier, mais celui-ci, soucieux du devoir, décide d'aller voir sur place en donnant rendez-vous à la brigade de Mainneville, située dans le département de l'Eure, afin de pouvoir cerner le lieu où l'on avait aperçu ces militaires.

### Les gendarmes en action
Après avoir réquisitionné une automobile, le maréchal des logis Crosnier (47 ans), les gendarmes Eugène Praets (61 ans) et Eugène Lebas (43 ans), tous trois armés de revolvers et de carabines, partent accompagnés d'Edmond Noiret, instituteur-adjoint et garde-civil, Fernand Blacher, qui connaissait bien la région, et Pierre Allée, chauffeur du véhicule, ces deux derniers étant sans armes. Ils arrivent à la lisière de la forêt à 14 h 25, aperçoivent une sentinelle allemande cachée derrière un arbre et sont accueillis quelques instants plus tard par un feu nourri. Les trois gendarmes sont tués sur le coup et Fernand Blacher est mortellement blessé. Edmond Noiret, qui a touché deux Allemands, regagne précipitamment l'auto où attendait le chauffeur, René Allée, et ils se dirigent vers Maineville où ils rencontrent, 200 mètres plus bas, les gendarmes de cette commune qui avaient entendu la fusillade et arrivaient à vélo. Le brigadier avertit les brigades des Andelys et d'Étrépagny qui arrivent sur place rapidement, en automobile, avec le sous-préfet des Andelys.
Après la fusillade, le commando allemand repart immédiatement, laissant un mort sur place, en direction d'Étrépagny en demandant son chemin, en passant par Mainneville et Heudicourt, et à chaque fois les Normands les prennent pour des Britanniques, malgré la marque des véhicules et les plaques minéralogiques allemandes. Au Thil, un des véhicules tombe en panne et les paysans du coin offrent leur aide aux Anglais… qui leur répondent en anglais et en mauvais français. La réparation terminée et après avoir serré les mains des paysans français, ils repartent par Écouis, Fleury-sur-Andelle, la vallée de l'Andelle, La Neuville-Chant-d'Oisel, arrivent à Pîtres et vont se cacher dans la forêt de Boos.

### La lente réaction des autorités françaises
| Neuf-Marché Mainneville Tourville-la-Rivière Sotteville-sous-le-Val Oissel |

Pendant ce temps, les autorités françaises ont réagi, lentement. En milieu de soirée, vers 20 h 30, les gendarmeries et les postes de garde-voies et communications (GVC) de l'infanterie territoriale et la garde civile de la région sont mis en alerte. La dépêche indique que deux véhicules, le premier une forte limousine et le second un camion, montés par des Allemands revêtus d'uniformes français étaient en circulation dans la région de Gournay-en-Bray, que trois gendarmes avaient été tués et que les véhicules devaient se diriger vers Écouis ou Étrépagny. Toutefois, les descriptions restent vagues. 
Le chef de poste GVC du groupe no 5 de la gare d'Oissel, le sergent Alphonse Leroy, accompagné du caporal Morancé, se rend au poste no 4 à Tourville-la-Rivière et au poste no 3 à Sotteville-sous-le-Val pour avertir les chefs de poste qu'ils avaient été destinataires de la dépêche par la gendarmerie d'Oissel. Vers 22 h 30, les deux hommes revenant à leur poste par le pont d'Oissel aperçoivent descendant la côte des Authieux et se dirigeant dans leur direction, une lumière vive qui parait être celle d'une automobile ainsi qu'une lumière à éclipse plus faible qui suit derrière. Le sergent Alphonse Leroy revient sur ses pas, s'arrête au poste des garde-voies de l'île-aux-Bœufs, prend un fusil et part avec 3 GVC armés.
Dans le même temps, les garde-voies du poste no 4 à Tourville-la-Rivière ont également aperçu ces lumières. Une première auto passe devant eux à pleins gaz, suivie d'une seconde moins bien éclairée. Les sentinelles de Tourville font feu mais les véhicules continuent leur route, tous feux éteints, en direction d'Oissel. Les véhicules changent alors de direction et se dirigent par Port d'Oissel vers Saint-Aubin-lès-Elbeuf en suivant la route qui longe la Seine et passe à Cléon. Arrivés au lieu-dit Bédanne, les véhicules rallument leurs phares et lanternes.
Pendant ce temps, le sergent Leroy, accompagné du sergent Arvieux, chef du poste no 4 à Tourville-la-Rivière et de trois hommes, décide de se porter sur l'autre route de la boucle de la Seine, au Val-Renoux sur la commune de Sotteville-sous-le-Val, bientôt rejoint par le sergent Soulais, chef du poste no 3 à Sotteville-sous-le-Val. Les six hommes restent ainsi en embuscade et ayant aperçu des lumières dans la direction de Freneuse, deux d'entre eux partent en reconnaissance.
 Vers 1 h du matin, le 17 septembre, les deux lumières, une éclatante et l'autre faible, se distinguent parfaitement de loin aux garde-voies. Les automobiles arrivent rapidement et, malgré les sommations, continuent leur chemin sous les tirs des deux garde-voies. D'autres coups de feu sont tirés par deux autres garde-voies mais les véhicules passent encore une fois. Toutefois, la limousine emportée par sa vitesse, manque le virage, quitte la route, écorne la seconde pile du pont de chemin de fer Paris-Rouen et s'enlise à une trentaine de mètres de la route. La deuxième voiture passe sans encombre et disparaît.

### L'arrestation du commando
Les GVC progressent alors, en se cachant afin de ne pas être fusillés comme les gendarmes de Gournay, en direction de la voiture immobilisée. Une voix crie en français Officier allemand blessé… se rend… prisonniers…. Attendant des renforts, ce sont une vingtaine de garde-voies qui s'approchent, puis foncent baïonnette au canon à la voiture. Les cinq hommes et le capitaine Walther Tilling, blessé au bras et à la cuisse, sortent de la voiture sans résistance et sont amenés à la gare d'Oissel avant d'être transférés à Rouen.
Pendant ce temps, le second véhicule avait stoppé un kilomètre plus loin, sur la route d'Igoville. Le camion découvert par les garde-voies contenait un blessé et des caisses renfermant plusieurs centaines de kilos d'explosifs, des piles, du cordon Bickford, des fils électriques… de quoi faire sauter plusieurs ponts. Les Allemands valides s'étaient enfuis. Au petit jour, des patrouilles de garde-voies et de gendarmes, à pied, à cheval et en voitures sont envoyés dans tout le secteur et au-delà. Le sous-officier qui conduisait le camion est découvert dans une propriété de Tourville-la-Rivière. Les gendarmes craignant pour leur vie, tirent et le blessent sérieusement. Dans la nuit du 21 au 22 septembre, deux soldats allemands, mourant de faim, qui avaient abandonné le camion se rendent au poste de la garde-civile à Saint-Aubin-lès-Elbeuf et sont ensuite envoyés à Rouen.
Le commando fut interrogé en présence d'un interprète du 74e RI. N'ayant pas revêtu d'uniformes français, ils furent considérés, après enquête, comme prisonniers de guerre.
Ce n'est qu'à partir de 1924 que les relations entre le véhicule abandonné au hameau du Vivier-Danger à Ons-en-Bray, la capture d'Allemands au Mont-Bénard sur la commune de Savignies et la fusillade de Martagny-Neufmarché furent faites et confirmées en septembre 1934 par le général de Cugnac. Déjà en 1933 dans la revue L'Avenir de Luchon, le général de Cugnac relate un curieux épisode de la guerre.

## Les protagonistes

### Octavie Delacour
Euphrasie Octavie Gosse naît à Nesle-Hodeng, dans le département de Seine-Inférieure, le 28 février 1858, de Jean-Baptiste, 57 ans domestique puis charpentier, et Marie Delavoix, 46 ans ménagère, mariés le 17 juillet 1832 à Bouelles. Son père meurt, le 16 juillet 1874 alors qu'elle a 16 ans et sa mère le 19 novembre 1884 alors qu'elle à 26 ans. En 1914, veuve d'un bûcheron, elle est nourrice à l'Assistance Publique. En 1915, elle est citée à l'ordre de la division et le général d'Amade la décore de la croix de guerre pour son courage. Puis on lui attribue un bureau de tabac en remerciement des services rendus en 1914 lors des événements de la Rougemare et des Flamants. Elle décède dans sa demeure du Bord du Bois à Martagny le 20 mars 1937 à 79 ans,où elle repose dans le cimetière communal. 

### Jules Crosnier
Jules Arsène Crosnier naît à Menars dans le département de Loir-et-Cher le 5 juillet 1867 de Julien Henri Crosnier, vigneron et de Louise Aimée Henry, vigneronne. Il commence sa carrière en tant que gendarme à Gaillon puis à Louviers avant d'être nommé brigadier à Étrépagny. Devenu maréchal des logis à Darnétal, il devient maréchal des logis-chef à Louviers puis au Havre, durant 2 ans, où il prend sa retraite au début de l'année 1914 et devient gérant de l'établissement municipal des bains-douches au Havre. Âgé de 47 ans, il est rappelé au service au début de la guerre à la 3e légion de gendarmerie en tant que maréchal des logis-chef territorial, commandant la brigade de gendarmerie de Gournay-en-Bray. Il est tué lors du combat. Il est déclaré Mort pour la France, cité à l'ordre de l'armée et reçoit la croix de guerre avec étoile de vermeil et la Légion d'honneur à titre posthume,.

### Eugène Lebas
Eugène Stanislas Lebas naît à Ambrumesnil le 31 juillet 1871 dans le département de Seine-Inférieure de Frédéric Ermont Lebas, journalier âgé de 32 ans et Marie Ismérie Letellier, fileuse âgée de 26 ans. Âgé de 43 ans, il est affecté en tant que gendarme réserviste à la 3e légion de gendarmerie en poste à la brigade de Gournay-en-Bray. Arrivé depuis dix jours, il faisait sa première sortie. Il est tué lors du combat. Il est déclaré Mort pour la France et reçoit la médaille militaire,.

### Eugène Praets
Eugène Praets naît à Floing, le 24 juin 1853, dans le département des Ardennes. Âgé de 61 ans mais soucieux de servir son pays, il avait contracté un engagement pour la durée de la guerre. Il est tué lors du combat. Il est déclaré Mort pour la France et reçoit la médaille militaire,.
Les trois gendarmes furent cités à l'ordre de la gendarmerie : « Tués sur le champ de bataille à Neufmarché (Seine-Inférieure) le 16 septembre 1914 ; n'ont pas hésité à se porter à la recherche d'Allemands qui leur avaient été signalés dans la forêt de Lyons (Eure) et sont tombés mortellement frappés par les balles ennemies, après avoir ouvert le feu sur une sentinelle prussienne qu'ils ont tuée. Serviteurs modèles lorsqu'ils appartenaient à l'armée active, ils sont restés les mêmes lorsque le Pays a eu besoin de tous ses enfants ».

### Adrien Fernand Blacher
Né le 11 juillet 1889 à Vincennes. Blessé mortellement à l'estomac et au foie, Fernand Blacher fut transporté en voiture jusqu'à Gournay où il expira ce 16 septembre à 23 h 30. Il est inscrit, comme les trois gendarmes, sur le monument aux morts de Gournay-en-Bray.

### Pierre Allée
Devenu caporal au 276e régiment d'infanterie, il mourra au champ d'honneur le 14 octobre 1915 sur le front en Artois (cote 119).

### Alphonse Leroy
Né le 14 mai 1875 à Léry, le sergent Alphonse Leroy, chef de poste du groupe no 5 de garde-voies et communications (GVC) du 22e régiment d'infanterie territoriale, sera promu adjudant.

### Walther Tiling
Né en 1874 à Pominwesch, canton de Kowno, Walther Tilling est sous-lieutenant en 1896 et est affecté, de 1900 à 1902, au 15e bataillon de pionniers de Strasbourg puis de 1903 à 1905 à Cuxhaven, de 1905 à 1908 dans la concession allemande de Tsingtao en Chine. Nommé lieutenant, il rejoint le 15e bataillon de pionniers (de) alsaciens de Strasbourg (le 1er bataillon de pionniers alsaciens no 15). Devenu capitaine en 1912, il intègre l'école militaire de Neiße avant d'être affecté au 18e bataillon de pionniers (bataillon de pionniers du Samland) en mai 1914. Blessé au bras et à la cuisse et fait prisonnier, il sera interrogé, restera interné 2 ans à Rouen puis sera libéré le 14 octobre 1916. En 1926, il est promu commandant et émigre au Brésil où il meurt, à Pernambouc, en 1932.

## Lieu de mémoire
Le 29 septembre 1929, le général Mariaux inaugure un monument commémoratif dû à Robert Delandre, situé sur le territoire de la commune de Neuf-Marché.

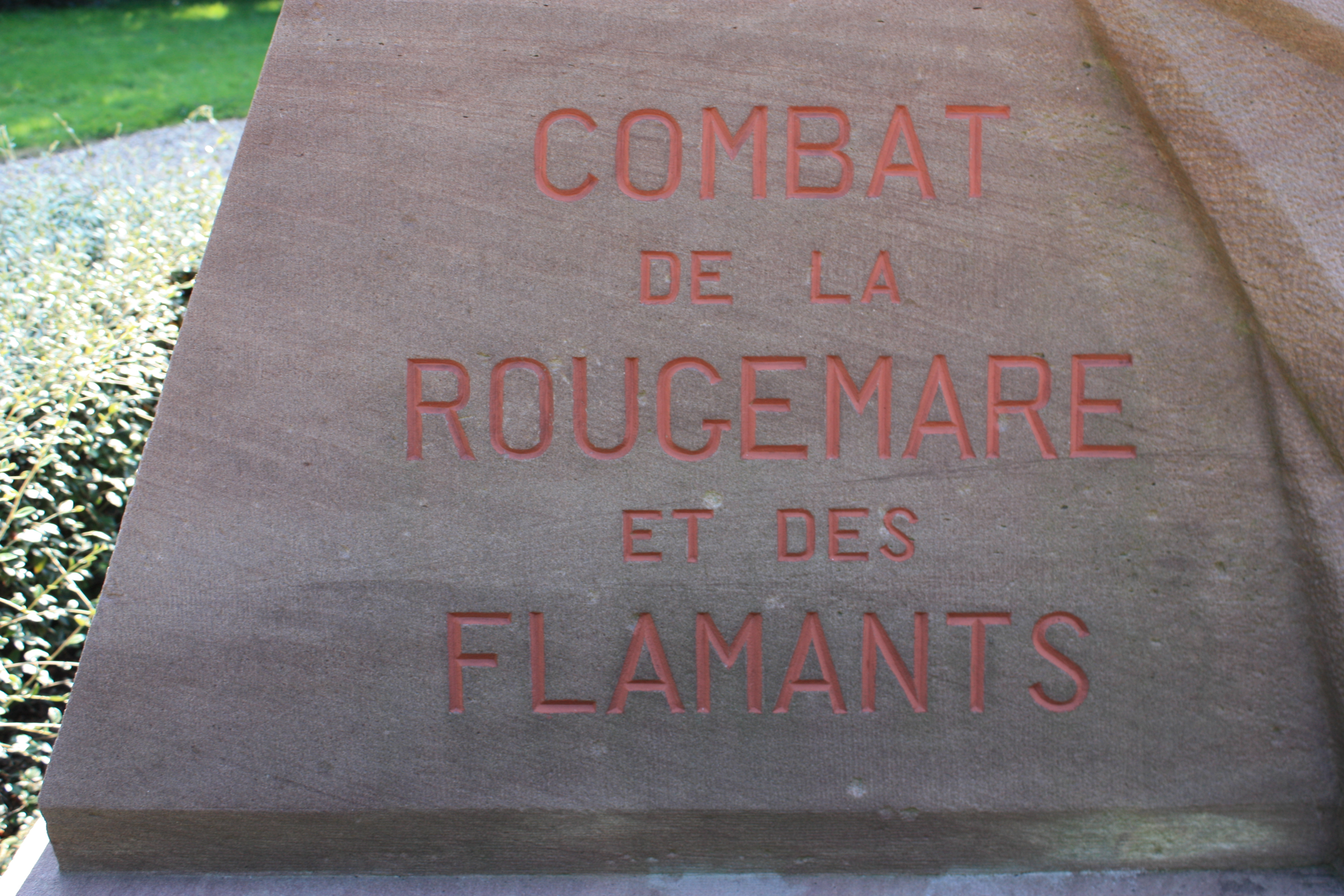
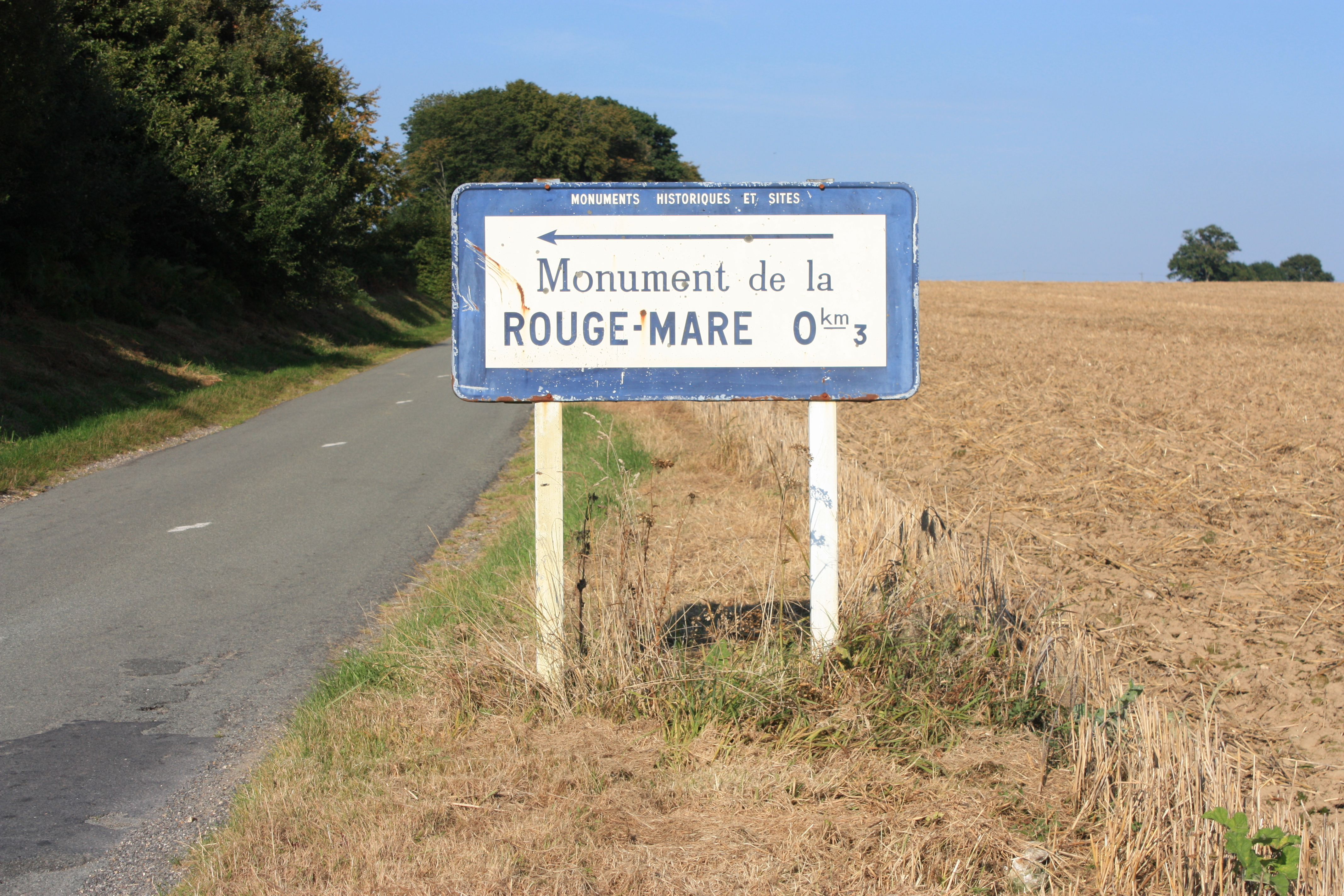

## Opération allemande comparable réussie
A contrario, les Allemands sont parvenus, loin du front, à faire sauter le pont de chemin de fer de la ligne Amiens-Rouen, ci-après.

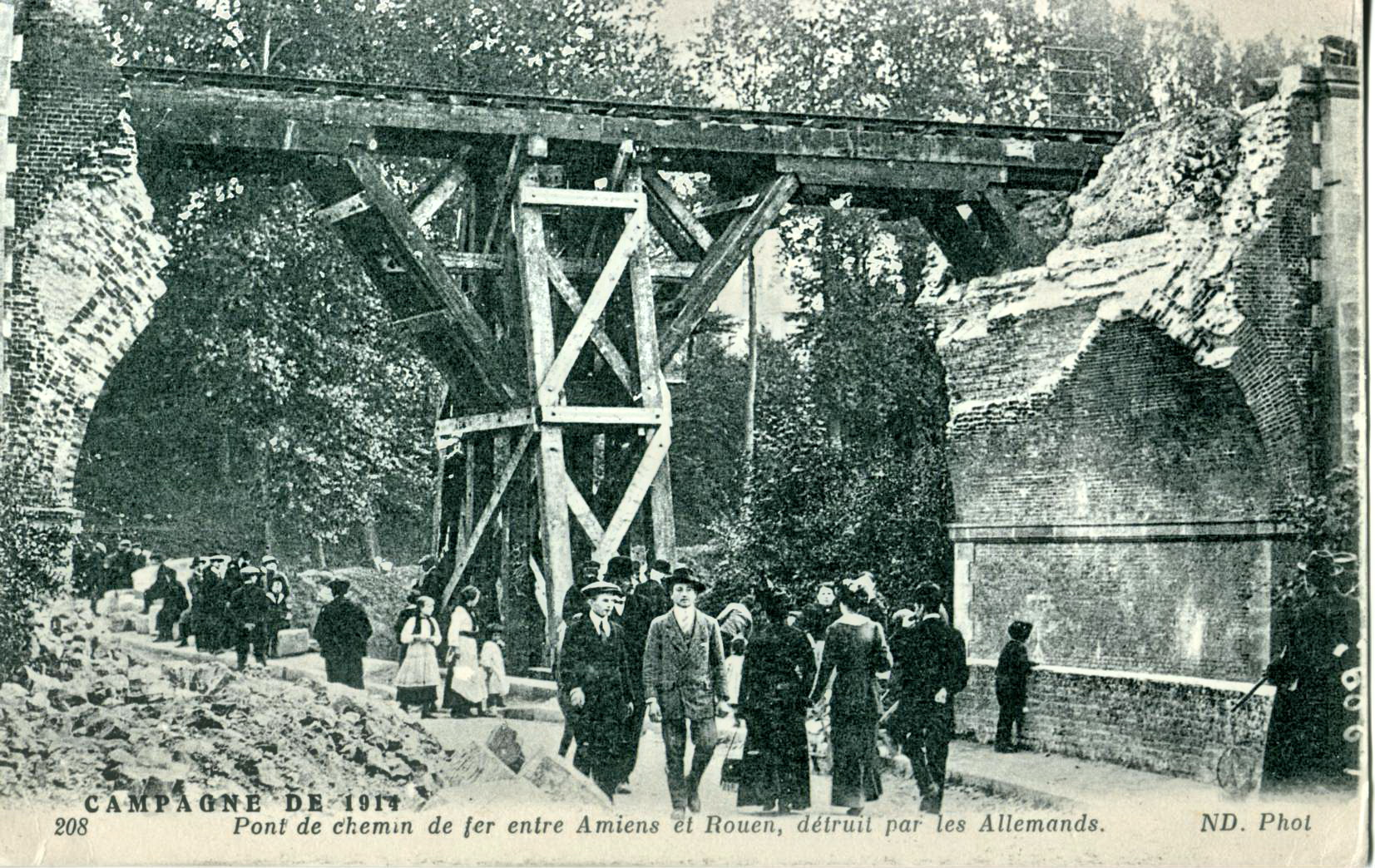
Pont non identifié de la ligne Amiens-Rouen